# Stazione di Collevalenza-Rosceto Rosaro
La stazione di Collevalenza-Rosceto Rosaro è una stazione ferroviaria della Ferrovia Centrale Umbra. Serve Collevalenza, frazione di Todi, in provincia di Perugia.
È gestita da Rete Ferroviaria Italiana.

## Movimento
Al 2024, la stazione è priva di traffico ferroviario.